# Manihi
Manihi é uma das ilhas do arquipélago de Tuamotu-Gambier, pertencente ao Taiti.